# Super Mario 3D World
Super Mario 3D World (スーパーマリオ 3Dワールド?, Sūpā Mario Surī Dī Wārudo) è un videogioco a piattaforme del 2013 sviluppato e pubblicato da Nintendo per Wii U. È il sesto gioco tridimensionale a piattaforme della serie Super Mario. Il gioco ha diverse caratteristiche in comune con Super Mario 3D Land, uscito nel 2011 su Nintendo 3DS, e si propone di unire lo stile dei videogiochi di piattaforme tridimensionali come Super Mario 64, Super Mario Sunshine, Super Mario Galaxy e Super Mario Galaxy 2 all'accessibilità e l'immediatezza degli episodi a scorrimento laterale come i Super Mario Bros. È anche il secondo capitolo principale in cui la trama non prevede il rapimento della Principessa Peach, dopo Super Mario Bros. 2.
Il gioco è stato presentato per la prima volta durante il Nintendo Direct dedicato all'E3 2013, l'11 giugno 2013 per festeggiare il 30º anniversario di Luigi in Mario Bros..
Una conversione per Nintendo Switch denominata Super Mario 3D World + Bowser's Fury è stata pubblicata il 12 febbraio 2021.

## Trama
Durante una festa notturna nel Regno dei Funghi, Mario sta facendo una passeggiata insieme a Luigi, Peach e Toad Blu. A un certo punto Toad nota un tubo trasparente rotto. Mario e Luigi riescono a ripararlo e improvvisamente escono da esso vari oggetti, tra i quali vi è la Princifata "Sprixie", una fatina verde nominata che chiede aiuto: il Regno delle Fate è stato attaccato dagli sgherri di Bowser, il quale sta rapendo tutte le principesse fate che vi abitano rinchiudendole in un barattolo. Improvvisamente, arriva proprio il Re dei Koopa che rapisce anche Sprixie e sparisce nel tubo misterioso. A questo punto Mario, Luigi, Peach e Toad entrano nel tubo per fermarlo, finendo nel mondo fiabesco che la Princifata aveva loro descritto. I quattro amici si mettono in marcia e, dopo aver superato 7 mondi, riescono a liberare le Princifate, ma Bowser le rapisce tutte in una volta di nuovo intrappolandole in un'unica grande bottiglia. Così Mario e i suoi compagni arrivano all'ultimo mondo, dove dovranno combattere contro Bowser, il quale userà il potere da Gatto e Ciliegia. Infine egli sarà sconfitto per l'ennesima volta (e sarà rinchiuso nella grande bottiglia da come si vede nei titoli di coda), mentre Mario libera finalmente con Luigi, Peach e Toad blu le Princifate rapite. La fine del gioco vede i 4 protagonisti usare il tubo trasparente trovato all'inizio del gioco per tornare a casa. 
Ci sono altri 3 mondi speciali e uno da sbloccare prendendo tutte le stelle verdi, i timbri e le bandiere dorate di ogni livello. Nel primo mondo speciale si sblocca un 5º personaggio giocabile: Rosalinda di Super Mario Galaxy e Super Mario Galaxy 2, che può fare piroette. L'aver sbloccato Rosalinda prima di rifare e superare il livello finale del Mondo di Bowser modifica leggermente il filmato in cui i nostri 4 eroi tornano a casa.

## Personaggi
- Mario: Mario, come in ogni capitolo, riveste i panni del personaggio principale. Essendo ben bilanciato, non ha né vantaggi né svantaggi.

- Luigi: Mario è accompagnato dal fratello Luigi. Luigi ha i migliori salti del gruppo ed è il più lento nelle cadute assieme a Rosalinda, ma rispetto a Mario impiega più tempo a guadagnare velocità prima dello sprint e soffre di bassa trazione.

- Peach: Peach non riveste i panni della damigella in pericolo in questo capitolo. Può planare per breve periodo, offrendole un ulteriore slancio in avanti e ha la seconda migliore accelerazione, ma è anche la seconda più lenta nella corsa.

- Toad: Un Toad Blu accompagnerà Mario, Luigi e Peach durante l'avventura (esattamente come in New Super Mario Bros. Wii e New Super Mario Bros. U). Ha la velocità di corsa più alta di tutti, ma per il resto è difficile da usare e controllare: ha la peggiore accelerazione, la peggiore altezza di salto e cade più velocemente di tutti, rendendo così facile morire se Toad sbaglia un salto e richiede tempo per guadagnare spinta per scattare.

- Rosalinda: Rosalinda è sbloccabile nel livello 2 del Mondo Stella (Speciale). Ha la più bassa velocità di corsa, ma cade più lentamente degli altri a pari merito con Luigi e ha la migliore accelerazione. L'abilità che più la differenzia sta nel poter eseguire giravolte (da Super Mario Galaxy) in grado di attaccare e sconfiggere i nemici. La giravolta può essere usata solo se Rosalinda è piccola o senza potenziamenti a parte il Superfungo.

## Modalità di gioco
Questo gioco è il secondo platform 3D di Super Mario ad avere il multigiocatore (dopo Super Mario 64 DS), ma è possibile per la prima volta giocare in cooperazione e in competizione nei normali livelli di gioco. Si può giocare fino a 4 giocatori nei panni di Mario, Luigi, Toad Blu e la Principessa Peach (questi ultimi due giocabili nella serie principale per la seconda volta dopo Super Mario Bros. 2), ognuno con le sue caratteristiche uniche (Mario: bilanciato, Luigi: difficile da controllare, ma salta più in alto degli altri, Principessa Peach: è più lenta degli altri ma dopo un salto può fluttuare in aria per un po', Toad: corre più veloce degli altri). Alla fine di un livello, ci sarà la classifica dei punteggi di ogni giocatore. Colui che ottiene il punteggio più alto riceve una corona che potrà sfoggiare in testa nel livello successivo, in cui gli altri giocatori potranno tentare di rubargliela.
Col Wii U GamePad è possibile spostare la visuale semplicemente muovendolo nella direzione desiderata, oppure muovendo la levetta destra. È possibile inoltre usare il touch screen per fermare nemici e piattaforme, oltre che per interagire con le ambientazioni e scoprire segreti nei livelli. È anche possibile usare il microfono del gamepad per muovere alcune piattaforme e si può rallentare i nemici se si è da soli nel percorso tocca e soffia per toccare e soffiare.

## Accoglienza
Super Mario 3D World ha goduto fin dall'esordio sul mercato di ottime recensioni. Famitsū gli ha dato un punteggio di 38/40, lo stesso assegnato a Super Mario Galaxy. I voti di altri siti di recensioni di videogiochi sono praticamente sempre oscillanti fra i 9 e i 10 decimi.